# Michael Joseph O’Rahilly

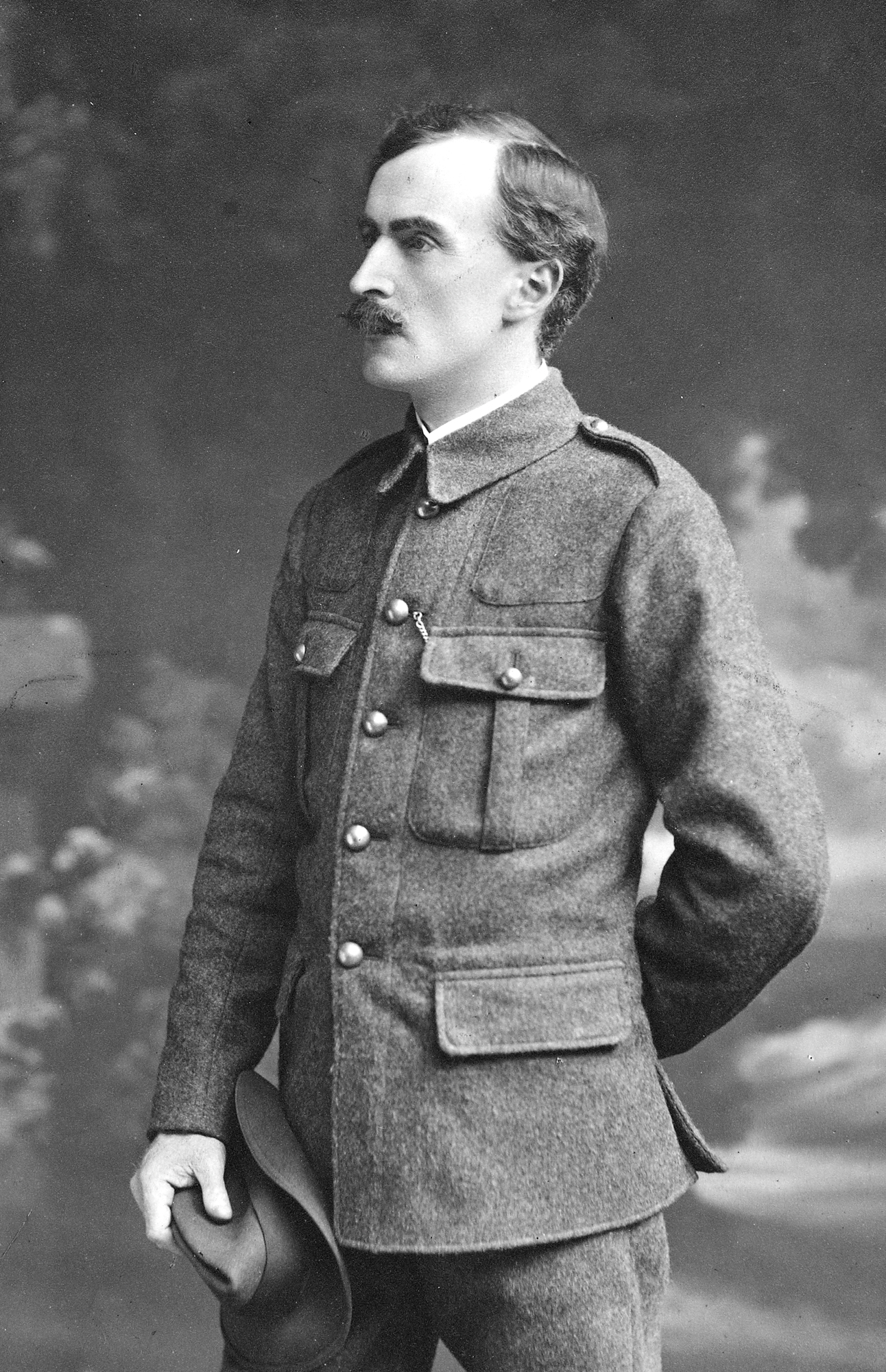
The O’Rahilly

Michael Joseph O’Rahilly (irisch Mícheál Seosamh Ó Rathaille, später als The O’Rahilly (irisch Ó Rathaille ohne Artikel) bekannt; * 22. April 1875 in Ballylongford, County Kerry, Irland; † 29. April 1916 in Dublin, Irland) war ein irischer Revolutionär, Republikaner und Journalist.

## Leben

### Familie und Herkunft
Michael O’Rahilly wurde als drittes Kind und einziger Sohn von Richard Rahilly geboren, einem Geschäftsmann und Friedensrichter, der eine Abstammung von Aodhagan Ó Rathaille, einem der in Muckross Abbey bestatteten Kerry-Poeten, für sich beanspruchte. Michael O’Rahillys Mutter war Ellen Rahilly, geb. Mangan, eine Verwandte des irischen Dichters James Clarence Mangan. Seine Cousins waren Alfred O’Rahilly und Thomas Francis O’Rahilly. Darüber hinaus bestand eine Verwandtschaft zur Politiker-Familie der McEllistrims.

### Ausbildung
Michael O’Rahilly ging von 1880 bis 1882 zur staatlichen Mädchenschule von Ballylongford, und anschließend, von 1882 bis 1889, zur staatlichen Knabenschule. Nach dem regulären Schulunterricht bekam er täglich Irisch-Stunden. Nach weiteren drei Jahren (1890–1893) auf dem Clongowes Wood College im County Kildare begann er von 1894 bis 1896 ein Medizinstudium am University College Dublin. Nach einer überstandenen Tuberkulose-Erkrankung gab er sein Studium auf, um nach dem Tod seines Vaters das Familiengeschäft zu übernehmen.

### Heirat und Wanderjahre
Er verkaufte das Geschäft, als er am 15. April 1899 die Amerikanerin Nancy Brown aus Philadelphia geheiratet hatte. Sie war irischer Abstammung. Sie hatten später sechs Kinder.
Nach einer langen Hochzeitsreise ließen sich die Rahillys 1900 in Bray, County Wicklow, nieder. Aus dem Familienvermögen erhielt er 900 Pfund pro Jahr und verspottete sich gelegentlich selbst, ein „amtlich anerkannter Müßiggänger“ (licensed loafer) zu sein.
In Bray nahm er ein Studium der Irischen Sprache, der Genealogie, der Archäologie und der Landesgeschichte auf. Von 1903 bis 1907 war er Friedensrichter für das County Kerry. Die Erfahrungen mit dem Snobismus in Dublin stärkten sein in der Kindheit erworbenes Nationalgefühl. Seine Frau Nancy hatte ebenfalls eine Abneigung gegen die Stadt, nachdem ihr Sohn Robert im August 1903 gestorben war. 1904 zogen sie nach Brighton um, und Michael O’Rahilly schloss sich für kurze Zeit dem Ableger der United Irish League in London an. Er hatte auch bereits seit 1899 Artikel für den United Irishman, der irisch-nationalistischen Zeitung von Arthur Griffith, geschrieben, aber regelmäßige Beiträge von ihm erschienen nur 1904.
Etwa zu dieser Zeit entschied er sich, seiner mutmaßlichen Abstammung vom Clan der Ó Rathaille folgend, seinen Geburtsnamen Rahilly in O’Rahilly abzuändern. Da er sich zugleich als Clan-Oberhaupt sah, prägte er für sich selbst, im Sinne der keltischen Clan-Tradition, den Titel The O’Rahilly. Die fortschrittlichen nationalistischen Kreise akzeptierten bald diese Anrede und sprachen ihn tatsächlich mit diesem Titel an.
1905 zog die Familie nach Philadelphia weiter und kehrte 1909 nach Irland zurück.

### Arbeit für die Sinn Féin und die Gaelic League
Mitte 1909 ließen sie sich in der Northumberland Road in Ballsbridge, Dublin, nieder. Damals wie heute eine gute Adresse, ist es ein Zeichen dafür, dass Geld für ihn tatsächlich keine Rolle spielte. Nun fand der bis dahin ziellose O’Rahilly im irischen Republikanismus den zentralen Sinn in seinem Leben. Er schrieb viele Beiträge für Arthur Griffiths Tageszeitung Sinn Féin, die allerdings nur kurzzeitig erschien. Zwischen Griffith und ihm entwickelte sich eine enge Freundschaft. Im Oktober 1910 wurde er in den Vorstand der Sinn-Féin-Partei gewählt und wurde bald ihr bekanntester Aktivist neben Griffith selbst. Eine seiner ersten politischen Aktionen war der organisierte Widerstand gegen den Besuch König Georgs V. in Dublin. Zwischen 1911 und 1913 veröffentlichte er in der nun wöchentlich erscheinenden Zeitung Sinn Féin eine auflagesteigernde Serie über irische Familiengeschichte und malte im Auftrag Stammbäume und Familienwappen. In der Monatszeitschrift der Irish Republican Brotherhood (IRB), Irish Freedom, schrieb er teils unter seinem eigenen Namen, und teils unter dem Pseudonym Rapparee.
O’Rahilly förderte seine Söhne beim Irisch-Unterricht, indem er ein irischsprachiges Kindermädchen einstellte und ein Feriendomizil in der Nähe von Dingle im County Kerry kaufte. Er trat dem Five-Provinces-Zweig der Gaelic League bei und wurde ihr Präsident. 1912 wurde er in den Vorstand der League gewählt. Er arbeitete zahlreiche Pläne aus um die Außenwirkung der Organisation zu verbessern. So überzeugte er die Gaelic League, „Flaggentage“ nach amerikanischem Vorbild einzuführen. Er kümmerte sich darum, Dubliner Straßennamen und amtliche Landkarten ins Irische zu übersetzen. Er setzte sich dafür ein, dass die Postämter irisch-adressierte Pakete annahmen. Er brachte sein Talent dabei ein, irischsprachige Scheckbücher zu entwerfen und erarbeitete eine vereinfachte gälische Schrift. Darüber hinaus war er von Automobilen begeistert und Mitbegründer des noch heute bestehenden Irish Aero Club.

### Formierung der Irish Volunteers
1913 überarbeitete er die Zeitung der Gaelic League, die An Claideamh Soluis, die bis dahin hohe Verluste einfuhr. Er gewann Eoin MacNeill und Pádraig Pearse dafür, Artikel zu schreiben, die wiederum Einfluss auf die Formierung der Irish Volunteers hatten. Während der Unterhaus-Debatten um die Home Rule für Irland, die eine begrenzte Selbstverwaltung für die Insel vorsah, kam es zu einer Krise, weil sich die Ulster Unionists, die für ein Fortbestehen der Union mit Großbritannien eintraten, in den Ulster Volunteers sammelten und bewaffneten.
O’Rahilly hatte sich bereits für die Rekrutierung von Freiwilligen eingesetzt und einen Schützenverein gegründet. Obwohl er bei der Gründung der Irish Volunteers mit der Irish Republican Brotherhood zusammenarbeitete, hielt er sich an die alte Ansicht der Young Irelanders, dass Separatisten nicht in Geheimbünden, sondern offen auftreten sollten. Hinzu kam das Verbot der Kirche, Mitglied in eidgebundenen Geheimgesellschaften zu sein.
O’Rahilly war in den Jahren 1914 und 1915 federführend bei der Beschaffung von Waffen für die Volunteers und versteckte sogar Munition in seinem eigenen Haus. Im April 1915 veröffentlichte er das Buch A history of Irish Volunteers, in dem er John Redmond anklagte, die Volunteer-Bewegung zu sabotieren. Daraufhin wurde ihm Mitte 1915 ein Einreiseverbot nach Kerry und in den Südwesten Irlands erteilt.
O’Rahilly folgte zunächst der Idee eines Staatsstreichs gegen Dublin Castle, zeitgleich mit dem erwarteten Ausbruch des Ersten Weltkriegs, und versuchte während der Krise im August 1914 Kontakt mit Deutschland aufzunehmen. Als die Gelegenheit verpasst war, schwenkte er auf die Linie von Eoin MacNeill und Bulmer Hobson um, die gegen einen Präventivschlag waren und eine Defensivstrategie verfolgten.

### Osteraufstand 1916

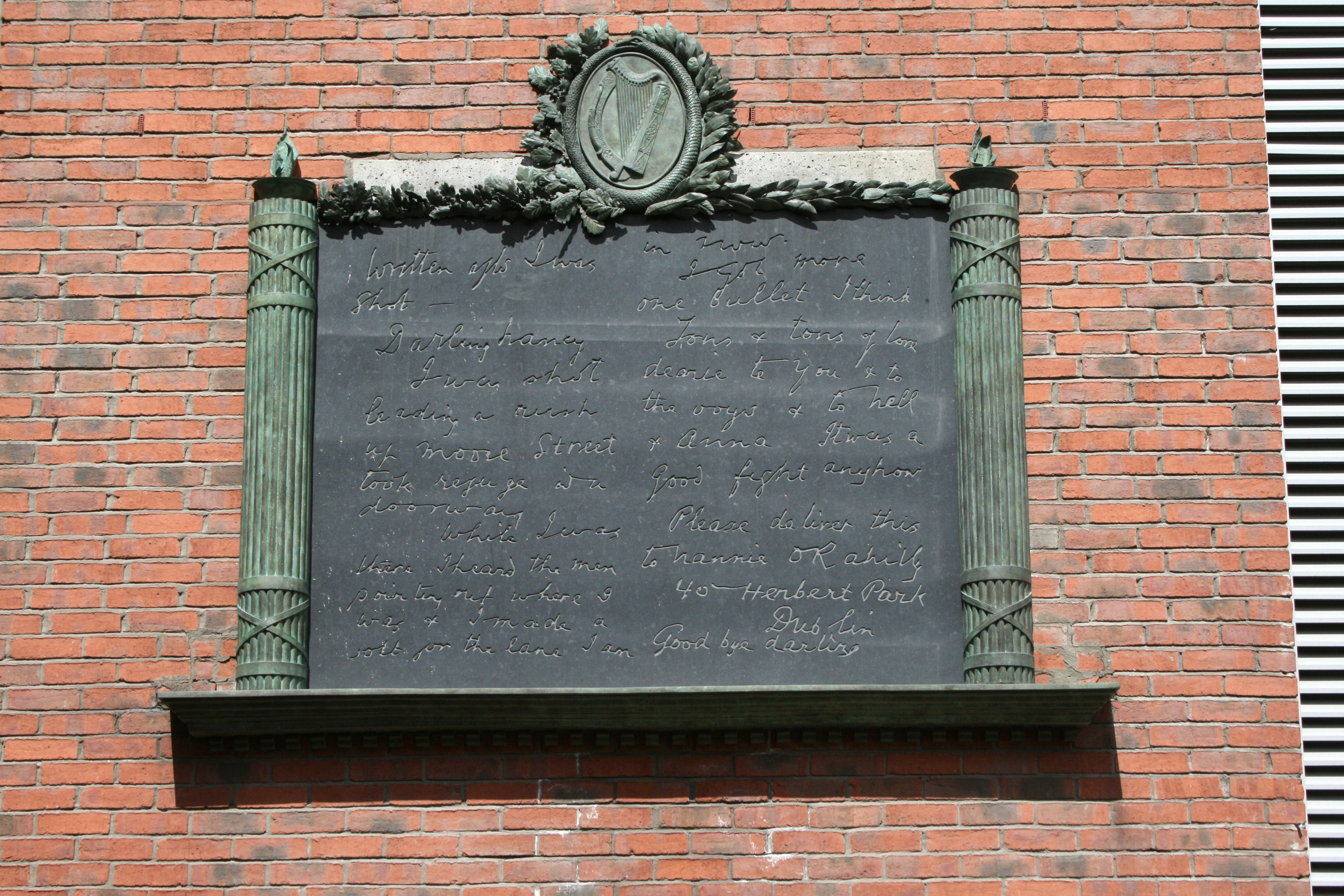
Gedenktafel in der O’Rahilly Parade, Dublin. Eingraviert sein letzter Brief an seine Frau.

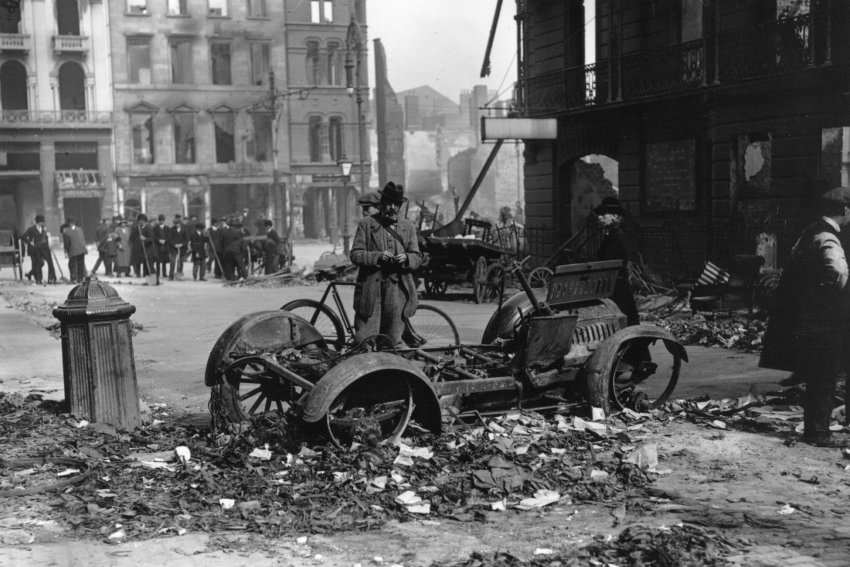
O’Rahillys ausgebrannter De Dion-Bouton, der als Straßensperre in der Prince Street gedient hatte.

Trotz seiner Aufgabe als Waffendirektor, spielte O’Rahilly bei den Irish Volunteers keine führende Rolle. Allerdings kam hinzu, dass ihm zudem die Kontakte zur IRB fehlten, so dass er nicht in die Pläne von Thomas Clarke, Sean MacDermott und Pádraig Pearse eingeweiht war, einen Aufstand noch vor Ende des Krieges zu wagen. Als der Führungsschicht der Volunteers am Karfreitag 1916 der Geheimplan für den Osteraufstand enthüllt wurde, setzte O’Rahilly alles daran, MacNeill davon zu überzeugen, die Aktion noch abzusagen. Gleichzeitig erhielten sie die Nachricht, dass Bulmer Hobson von Clarke und MacDermott mit Waffengewalt entführt worden war, woraufhin er Pearse mit vorgehaltenem Revolver angriff:

“Anyone who kidnaps me had better be quicker on the draw.”

„Jeder, der mich entführen will, sollte besser seine Waffe schneller ziehen als ich.“

O’Rahilly fuhr in den nächsten 24 Stunden mit einem Taxi als Kurier durch das Land, um MacNeills Gegenbefehl zu überbringen. Als er nach Dublin zurückkehrte, glaubte er, dass der Aufstand wirklich abgesagt sei. Aber er war nur um einen Tag verschoben worden. Als er am Ostermontag erwachte und die Schüsse in der Stadt hörte, glaubte O’Rahilly an seine moralische Pflicht, an der Seite der Männer zu stehen, die er rekrutiert und ausgebildet hatte. So fuhr er in seinem De Dion-Bouton-Automobil am Hauptpostamt (GPO) in Dublin vor, das von den Rebellen besetzt und als Hauptquartier auserkoren worden war. Er meldete sich mit den Worten zur Stelle:

“Well, I’ve helped to wind up the clock, so I might as well hear it strike.”

„Nun, ich habe geholfen, die Uhr aufzuziehen, dann höre ich jetzt vielleicht auch wie sie schlägt.“

Zu Gräfin Markiewicz gewandt, sagte er:

“It is madness, but it is glorious madness.”

„Es ist eine Verrücktheit, aber es ist eine glorreiche Verrücktheit.“

Am fünften Tag des Aufstandes, am Freitag, 29. April 1916, stand das GPO in Flammen. O’Rahilly hatte das Vertrauen der IRB-Führer zurückgewonnen und kommandierte die oberste Etage des Gebäudes.
Als die Lage völlig ausweglos erschien, meldete er sich freiwillig für die Führung eines kleinen Trupps, der versuchen sollte, einen Fluchtweg in die Moore Street freizuschlagen, um dann weiter zu Williams and Woods, einer Fabrik in der Great Britain Street (heute Parnell Street) zu gelangen. Allerdings war an der Kreuzung der beiden Straßen ein britisches Maschinengewehr postiert, das freies Schussfeld in die Reihen des von O’Rahilly angeführten Trupps hatte. Von einer Garbe getroffen, stürzte er zu Boden und schleppte sich schwerverwundet in einen Hauseingang in der Moore Street. Bald darauf schaffte er es, über die Straße hinweg in die Sackville Lane (heute O’Rahilly Parade) zu gelangen, wobei er erneut dem Feuer des Maschinengewehrschützen ausgesetzt war. O’Rahilly hatte noch die Gelegenheit, einen letzten Brief an seine Frau zu verfassen, der heute, eingraviert auf einer Bronzeplatte, an einer Hauswand in der O’Rahilly Parade, an seinen Sterbeort erinnert.
Bis heute diskutieren Historiker darüber, wann O’Rahilly tatsächlich starb. Die Aussage eines Krankenwagenfahrers deutet darauf hin, dass er noch 19 Stunden nach seiner Schussverletzung lebte, und damit am Samstagnachmittag, als sich die Aufständischen längst ergeben hatten. Zeitzeugen wollen auch gehört haben, dass er nachts nach Wasser gerufen habe. Der erwähnte Krankenwagenfahrer, Albert Mitchell, berichtete 30 Jahre später, dass er den Körper eines grünuniformierten Mannes dort habe liegen sehen. Als er zwei Männer mit einer Trage herbeiholte, sei es ihnen von einem englischen Offizier, der im Hauseingang Wache hielt, verboten worden, den Mann vom Boden aufzuheben, obwohl er noch gelebt habe. Als Mitchell später erneut an der Stelle vorbeigekommen sei, soll der Mann immer noch dort gelegen haben, sei aber tot gewesen. Die Leiche sei jedoch noch immer von Offizieren bewacht worden.
O’Rahilly war der einzige Anführer des Osteraufstands, der auf dem Schlachtfeld gefallen ist, während die meisten anderen erst später von den Briten abgeurteilt und hingerichtet wurden.
Michael Joseph O’Rahilly wurde auf dem Glasnevin Cemetery in Dublin begraben.

## Nachwirkung
1938 widmete William Butler Yeats „dem O’Rahilly“ ein Gedicht, in dem er dessen selbstgewählten Titel als „The O’Rahilly“ verteidigte:

“Sing of the O’Rahilly, do not deny his right; Sing a „the“ before his name; Allow that he, despite all those learned historians, established it for good; He wrote out that word himself, he christened himself with blood. How goes the weather?”

„Singt von dem O’Rahilly, verweigert ihm nicht sein Recht; Singt ein „der“ vor seinem Namen; Erlaubt, dass er, trotz aller gelehrten Historiker, es endgültig eingeführt hat; Er hat das Wort selbst aufgeschrieben, er taufte sich selbst mit Blut. Wie ist das Wetter?“